# ويلهلم بيرغر
ويلهلم بيرغر (بالألمانية: Wilhelm Berger)‏ هو موزع وملحن وعازف بيانو ألماني، ولد في 9 أغسطس 1861 في بوسطن في الولايات المتحدة، وتوفي في 16 يناير 1911 في ينا في ألمانيا.

## وصلات خارجية
- ويلهلم بيرغر على موقع ميوزك برينز (الإنجليزية)
- ويلهلم بيرغر على موقع ديسكوغز (الإنجليزية)